# 쿠마라굽타 3세
쿠마라굽타 3세(굽타 문자 :)는 6세기 중반 굽타 제국의 황제이다. 그는 약 530년에 아버지 나라심하굽타로부터 제위를 계승하였다. 
그의 은동 인장은 1889년 비타리(우타르프라데시주 가지푸르구)에서 발견되었는데, 여기에는 그의 아버지 나라심하굽타와 할아버지 푸루굽타의 이름이 언급되어 있다. 쿠마라굽타 3세의 인장은 푸루굽타, 나라심굽타, 쿠마라굽타 2세 등 후기 굽타 황제들의 계보를 명확히 할 수 있게 해주었다.
날란다에서는 그의 아버지와 할아버지에 대해서도 언급된 점토 인장이 발견되었다. 쿠마라굽타 3세의 날란다 점토 인장은 푸루굽타를 쿠마라굽타 1세와 그의 왕비 아난타데비의 아들로 언급한다.
굽타 제국은 그의 통치 기간과 그 이후 동안 쇠퇴했다. 그는 손다니에서 후나족 왕인 미히라쿨라를 무찌르고 북인도를 정복하고 있던 말와의 아울리카라 통치자인 야쇼다르만과 맞서야 했다.  J.L. 자인은 쿠마라굽타 3세가 서기 530년경 이 분쟁 도중에 사망했고 쿠마라굽타 3세의 아버지 나라심하굽타가 그 소식을 듣고 자살했다는 견해를 가지고 있다. 그의 아들 비슈누굽타가 그 뒤를 이었다.

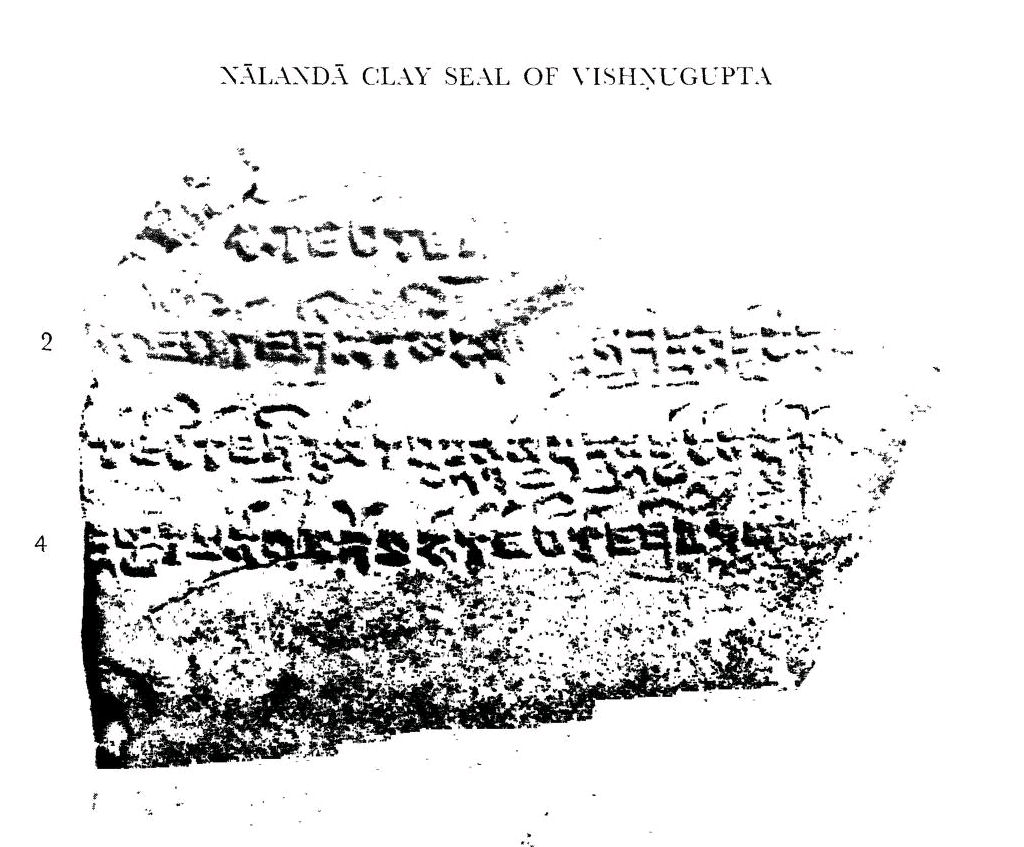
비슈누굽타의 날란다 점토 인장에는 비슈누굽타가 쿠마라굽타 3세의 아들이며, 푸루굽타의 손자라고 기록되어 있다.
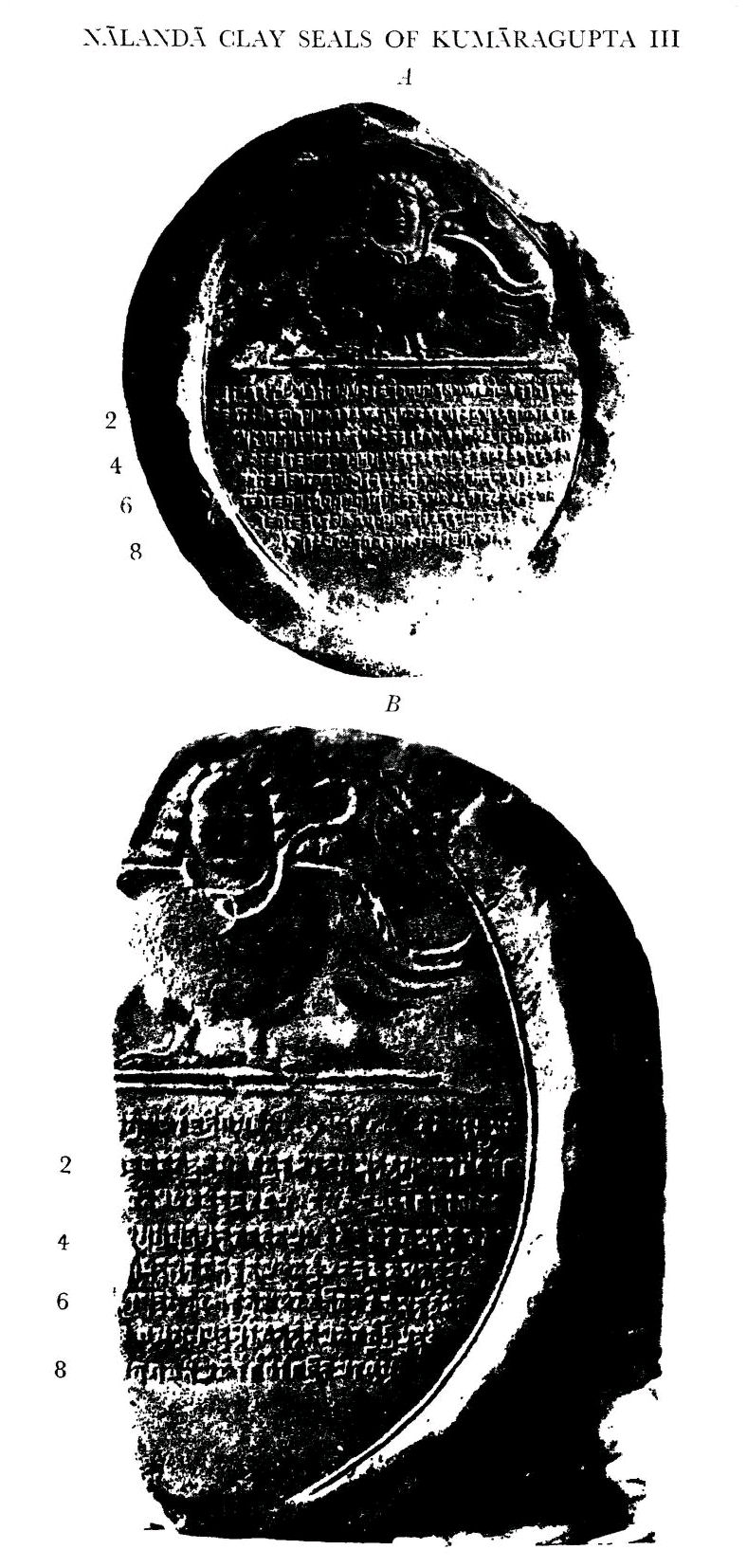
쿠마라굽타 3세의 날란다 점토 인장